# Liua tsinpaensis
Liua tsinpaensis é uma espécie de anfíbio caudado pertencente à família Hynobiidae.